# Oncidium hians
Oncidium hians é uma modesta espécie da Serra do Mar. Planta com pseudobulbos de 2 centímetros de altura, elípticos e lateralmente compridos, de cor verde claro. Portam uma única folha apical de 6 centímetros de comprimento elíptico-lanceoladas de cor cinza esverdeado. Inflorescência ereta e frágil com 15 centímetros de altura, portando de cinco a dez flores. Flor de 1 centímetro de diâmetro com pétalas e sépalas marrom-claro e labelo branco.
Floresce na primavera.